# Shingon-shū Buzan-ha
 (mars 2023).
Si vous disposez d'ouvrages ou d'articles de référence ou si vous connaissez des sites web de qualité traitant du thème abordé ici, merci de compléter l'article en donnant les références utiles à sa vérifiabilité et en les liant à la section « Notes et références ».

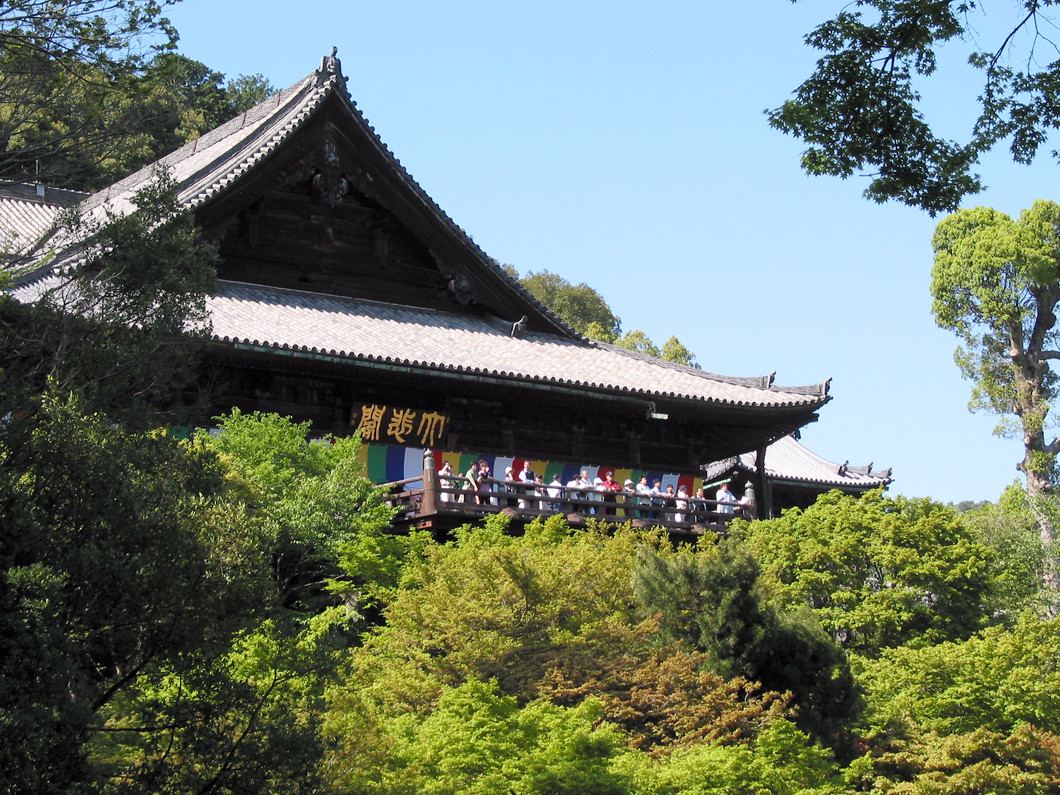
Le Hase-dera.

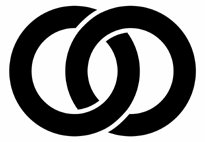
Mon du Shingon-shu Buzan-ha.

Le Buzan-ha (真言宗豊山派, Shingon-shū Buzan-ha) est une branche japonaise du Bouddhisme Shingon, fondée au XVIe siècle par le moine Senyo Sōjō (専誉僧正). Elle relève du shingon réformé (shingi), courant démarrant avec le moine Kakuban. Le temple principal du Buzan-ha est le Hase-dera situé à Sakurai, dans la préfecture de Nara.
Le Buzan-ha compte aujourd'hui 3 000 temples, 5 000 prêtres et deux millions de fidèles. Ses principaux chapitres en dehors du Japon se trouvent à Hong Kong (école Mantra pour les bouddhistes laïcs) et au Vietnam (chapitres Lam si de la Nguyet Minh Cu).